# Combat de Tin Zaouatine (2013)
Pour les articles homonymes, voir Combat de Tin Zaouatine.
Le combat de Tin Zaouatine de juillet 2013 est une offensive anti-terroriste algérienne pendant la guerre du Mali. Un groupe de combattants d'AQMI est détruit à Tin Zaouatine, une commune située sur la frontière entre le Mali et l'Algérie, alors qu'il tente de traverser la frontière.

## Déroulement
Dans la nuit du 6 au 7 juillet 2013, un groupe de combattants d'Al-Qaida au Maghreb islamique, venus du Mali, tente de franchir la frontière algérienne. Les islamistes sont cependant découverts et attaqués dans une zone désertique près de Tin Zaouatine. Les militaires algériens engagent des hélicoptères de combat et des unités des forces spéciales de l'armée et la Gendarmerie nationale algérienne. Sept jihadistes, tous de nationalité malienne, sont tués et un autre est blessé. Une importante cargaison d'armes est également saisie.